# Nacionalismo espanhol
O nacionalismo espanhol, nacionalismo espanholista, ou espanholismo é o nacionalismo que promove os espanhóis como uma única nação, a unidade cultural dos espanhóis e a centralização do Estado. De um modo geral, compreende movimentos políticos e sociais inspirados no amor exacerbado à língua castelhana, à história, cultura e orgulho espanhol. O nacionalismo espanhol, principalmente a partir dos alicerces do estado-nação lançados no início do século XIX, ao contrário de outros movimentos europeus, para a sua consolidação e da identidade nacional espanhola, supôs a necessidade de dissolução de outras identidades regionais, principalmente basca e catalã. Outras formas de nacionalismo espanhol incluem o pan-iberismo e o pan-hispanismo.
O nacionalismo espanhol tem a sua origem na cultura castelhana e o seu desenvolvimento é paralelo ao processo de construção do Estado realizada pela Monarquia Católica e sendo uma evolução histórica sinédocal de uma fase expansionista do nacionalismo castelhano. 
O Conselho de Castela, que foi a coluna vertebral do governo até ao início do séc. XIX, é dissolvido primeiro em 1812 e depois definitivamente em março de 1834 e nascem em sua substituição o Tribunal Supremo de Espanha e Índias, para as atribuições judiciais e o Conselho Real de Espanha e das Índias como órgão consultivo. A até então "Monarquia Católica" passa a denominar-se de forma oficial "Monarquia Espanhola". . Continuará a existir uma  predominância de Castela nos símbolos do Estado com a representação da Bandeira da Espanha a retratar apenas o escudo histórico de Castela e Leão até 1931, momento em que foi implantada a Segunda República Espanhola. Nessa fase a bandeira republicana continha uma faixa horizontal violeta que foi escolhida para comemorar a insígnia de Castela.
Apesar da génese castelhana inicial do nacionalismo espanhol, deve-se enfatizar que atualmente o movimento político associado ao nacionalismo castelhano tem um propósito díspar, sendo indiferente, ou até mesmo hostil, ao unionismo espanhol.

## História
Em muitos estados-nações da Europa Ocidental (como por exemplo Portugal e Inglaterra), a formação de uma monarquia autoritária, como a do final da Idade Média, levou a um desenvolvimento secular paralelo do estado e da nação.  Isso ocorreu na Península Ibérica sob as sucessivas conformações territoriais da Monarquia Católica. Como muitas nações anteriores, a identidade nacional espanhola e a dinâmica territorial deram origem a diferentes resultados.

Tenha Vossa Majestade como prioridade entre os assuntos da sua monarquia tornar-se rei de Espanha; quero dizer, Senhor, que Vossa Majestade não se contente em ser rei de Portugal, Aragão, Valência, Conde de Barcelona, mas que trabalhe e pense com conselho maduro e secreto em reduzir esses reinos dos quais se compõe Espanha ao estilo e às leis de Castela (...).
Conde-duque de Olivares ao rei Felipe IV (III de Portugal) em 1624

Como resultado das respostas das instituições às dinâmicas económicas e sociais em mudança, a ideia de nacionalismo não floresceu totalmente no seu quadro contemporâneo até que o Antigo Regime sucumbisse. Na época, o fator de identificação mais claro que existia durante todo esse período étnico-religioso na Espanha era na forma do estatuto de "cristão-velho". No final deste período, no século XVIII, o fator de identificação linguística havia gradualmente girado em torno do castelhano com novas instituições, como a Real Academia Espanhola.

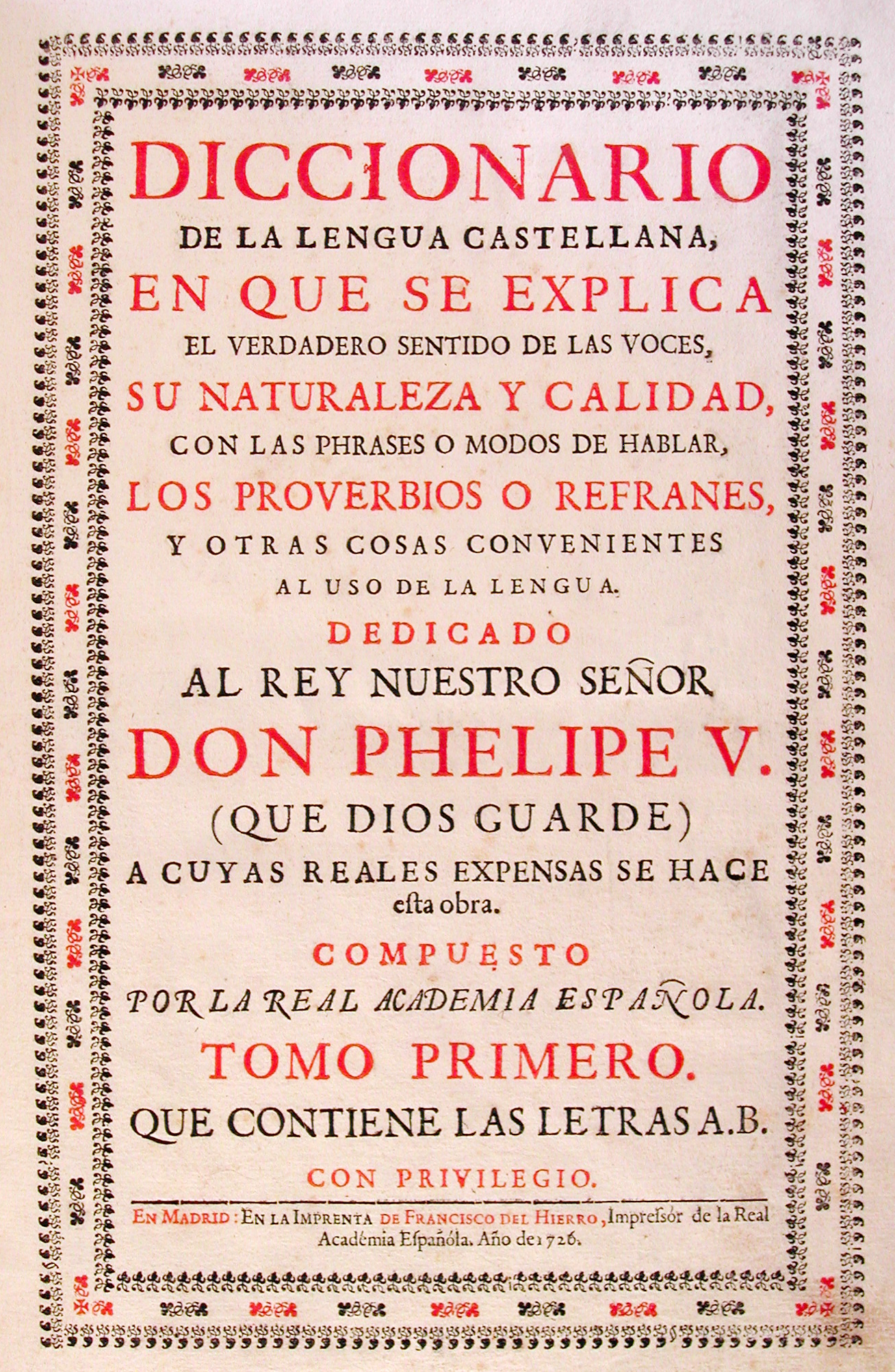
Primeiro volume do dicionário da Real Academia Espanhola em 1726. A primeira gramática será impressa em 1771 com o título Gramática de la lengua castellana.

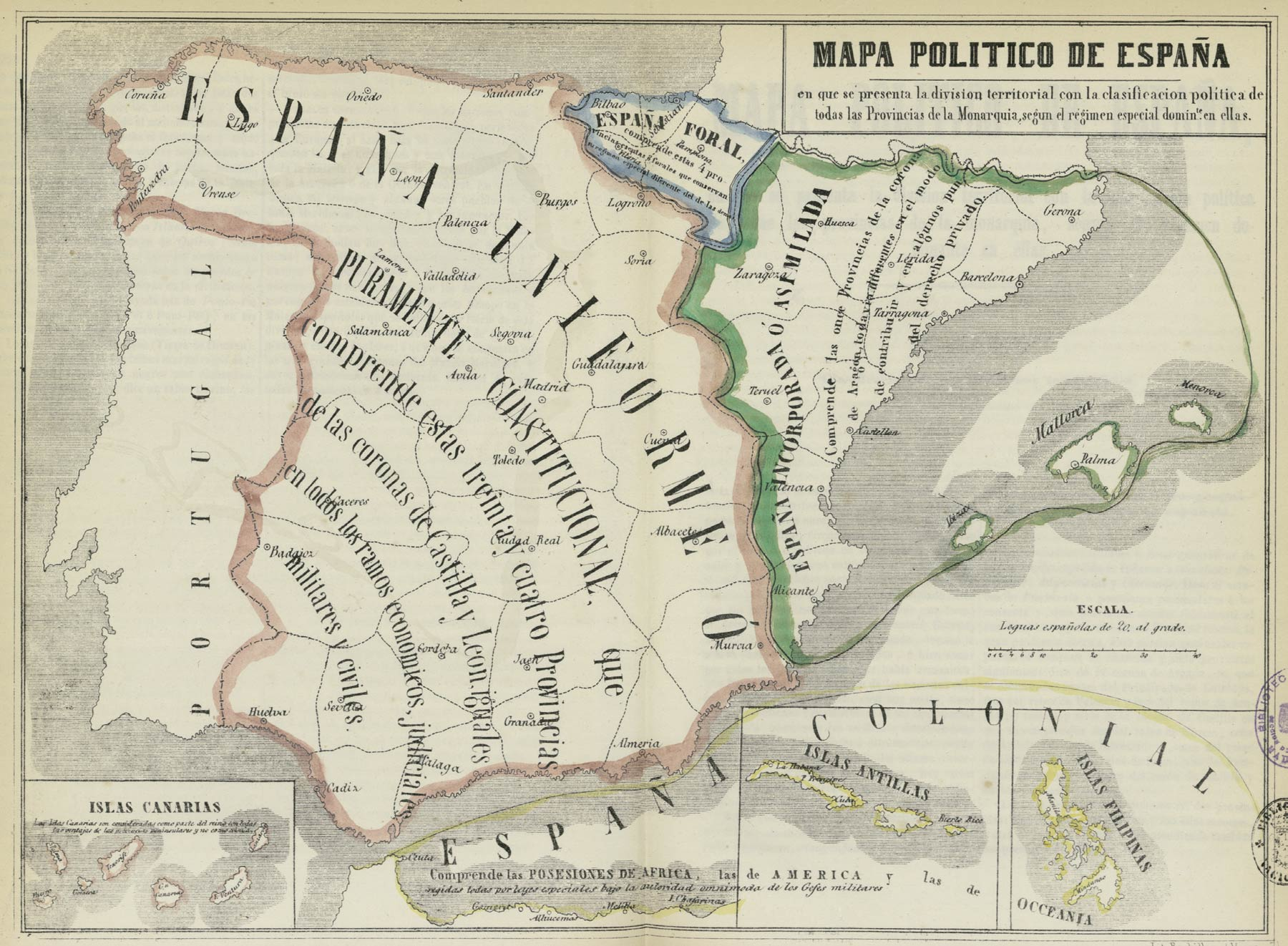
Mapa político de 1850: A Espanha uniforme, a Espanha assimilada e a Espanha foral

Historicamente, o nacionalismo espanhol emergiu especificamente com o liberalismo, durante a Guerra da Sucessão Espanhola contra Napoleão Bonaparte.  
Desde 1808, falamos de nacionalismo na Espanha: o patriotismo étnico tornou-se totalmente nacional, pelo menos entre a elite.  Esse foi inconfundivelmente o trabalho dos liberais.  As elites modernizadas usaram a ocasião para tentar impor um programa de mudanças sociais e políticas.  O método deles era lançar a ideia revolucionária da nação como detentora da soberania.  Acredita-se que essa ideia de soberania tenha mobilizado os espanhóis vitoriosamente contra um exército estrangeiro e contra os colaboradores de José Bonaparte, considerados não-espanhóis (afrancesados).  Os liberais espanhóis voltaram sua vitória no campo de batalha para uma identidade febril de patriotismo e defesa da liberdade: como o deputado asturiano Agustín Argüelles quando apresentou a Constituição de 1812 : " Espanhóis, agora tendes uma pátria ".   

José Álvarez Junco 
Desde então, o nacionalismo espanhol muitas vezes mudou de significado e suas propostas ideológicas e políticas;  especificamente doceañista , esparterista , até brevemente iberista (advogando a união com Portugal na crise dinástica de 1868).  O carlismo , que era um movimento defensivo do Antigo Regime, não considerava o adjetivo "nacional" com estima (soberania nacional, milícia nacional ou propriedades nacionais) e considerava-o um termo usado apenas por liberais (que se estavam a tornar cada vez mais mais progressistas).

### O nacionalismo antes e durante a ditadura franquista
No entanto, o que realmente moldou o nacionalismo espanhol veio no século XX da frustração do desastre de 1898, que foi chamado de regeneracionismo. Assimilou movimentos muito opostos, como a dinastia dominante da família Bourbon (Francisco Silvela, Eduardo Dato , Antonio Maura), a oposição republicana (que só teve uma breve permanência no poder) e até a influência militar da crise de 1917 e ditaduras de Primo de Rivera e Francisco Franco.  Sob o movimento do panhispanismo, que se refere ao movimento focado na unidade das nações hispano-americanas, cujas origens estão enraizadas no período da colonização e imperialismo espanhol, refere-se, neste caso, ao movimento que surgiu após a crise de 1898. Foi influenciado pelo movimento regeneracionista e pela Geração de 98 , cujos autores vieram da periferia espanhola e concordaram em considerar Castela a representação de "espanhol".  Esses filósofos, ideólogos e autores, como Ramiro de Maeztu, Ramiro Ledesma e Onésimo Redondo , fundadores do JONS, e José António Primo de Rivera, fundador da Falange , expressaram uma geração frustrada com a sociedade e a política espanhola na época.  Durante esse período, essa forma de nacionalismo incorporou um componente tradicionalista (com as notáveis exceções do vanguardismo de Ernesto Giménez Caballero ), que remonta a uma crença secular da monarquia tradicional ou da monarquia católica.  Não é leigo nem secular, mas católico romano, que definiria na Espanha franquista o termo "nacional-catolicismo espanholista".
O filósofo e ensaísta liberal espanhol José Ortega y Gasset definiu a Espanha como um "projeto entusiasmante para uma vida em comum" (proyecto sugestivo de vida en común). Enquanto isso, o líder fascista Miguel Primo de Rivera preferia a definição de uma "unidade do destino no universal" (a obrigação implícita de unir toda a Espanha sob uma mesma cultura e língua única), e defendeu um retorno aos valores tradicionais católicos e espirituais da Espanha imperial, o que inspiraria movimentos ligados ao nacional sindicalismo. A ideia de império torna-o universalista e não regionalista, e é isso que o torna singular entre umas formas de nacionalismos, mas mais próximo de outras (como o fascismo italiano).
Atualmente o Estado Espanhol festeja o seu dia nacional desde 1958 como Dia da Hispanidade (também conhecido por "Dia de Colombo" nos Estados Unidos), instaurado por decreto do ditador Francisco Franco nesse ano, deixando para trás a denominação xenófoba "Dia da Raça" que tinha desde 1918. Como uma força centrípeta que promove o integracionismo hegemónico, a significação de Hispanidade no Franquismo teve como fim sublimar a frustração imperial, sendo de novo a origem de uma nova versão de nacionalismo espanhol expansivo. Também o nacionalismo cultural, com especial ênfase da prática arqueológica, teve um impacto fundamental na legitimação de um passado nacional comum.
A exumação de Francisco Franco do Valle de los Caídos anunciada em 2018, onde o déspota continua a ser venerado com uma irreal normalidade, é em 2019 um imbróglio jurídico, ao mesmo tempo que os peritos ainda não têm definida uma conclusão sobre que uso dar no futuro ao monumento totalitário. De igual forma continua operativa a Fundação Francisco Franco, criada em 1976, e cujo principal propósito é preservar e difundir a memória do ditador, tendo sido subsidiada pelo Estado durante as etapas do Partido Popular no governo. Esta entidade também divulga anualmente as missas ensoberbecendo o aniversário da sua morte. Outras fundações ligadas à ideologia fascista também continuam ativas atualmente, como é o caso da Fundação José António Primo de Rivera, Fundação Blas Piñar, Fundação Pro-Infância Gonzalo Queipo de Llano, e a Fundação Serrano Súñer.

## Período pós-Transição
A transição política que ocorreu na Espanha, juntamente com as mudanças sociais e económicas enraizadas num senso detalhado de modernização, começou no final do tempo de Franco no poder e durou até a criação das instituições atuais (Constituição Espanhola de 1978 e Estatutos de Autonomia).  Isso também produziu uma forte reversão dos usos sociais dos símbolos espanhóis de identificação nacional. Ainda assim Felipe González, após a sua primeira eleição em 1982, descreve-se com um toque de nacionalismo, ao que se lhe atribui parte do seu sucesso. Não foi caso único no PSOE, com José Luis Zapatero na sua visita à América do Sul em 2007 exultando nos seus discursos o patriotismo espanhol.
Os nacionalismos periféricos adquiriram uma presença significativa e poder territorial, especialmente na Catalunha (Juntos pela Catalunha, Esquerda Republicana da Catalunha, Candidatura de Unidade Popular) e no País Basco (Partido Nacionalista Basco, bem como a Euskal Herria Bildu e a chamada esquerda abertzale ). Embora com números substancialmente mais baixos, em comparação com a Catalunha e o País Basco, mas esses nacionalismos também estão presentes em Navarra (Nafarroa Bai) e Galiza (Bloco Nacionalista Galego).  As Ilhas Canárias (Coligação Canária), Andaluzia (Partido Andaluzista) e outras comunidades autónomas também têm um nacionalismo menos óbvio e geralmente são agrupadas como regionalismos, com base em fatos diferenciais linguísticos ou históricos não menos distintos que os anteriores.
Em comparação com outros nacionalismos, o "nacionalismo espanhol" é frequentemente referido como espanholismo,  um equivalente ao centralismo. Geralmente com um objetivo político controverso, também pode ser identificado com nostalgia conservadora do regime de Franco ou com suposta opressão estatal nesses territórios. Por outro lado, nenhum dos principais partidos políticos afetados por essa designação de españolistas ou "nacionalistas espanhóis" se identifica como tal. Em vez disso, usam a frase não nacionalista para se separarem dos nacionalistas.
Em termos sociais, territoriais e eleitorais,  a identificação com a Espanha, os seus símbolos e as suas instituições, tornou-se mais característica do patriotismo constitucional, muitas vezes acarretando profundas diferenças políticas.
Desde a crise constitucional sobre a questão catalã em 2017, vê-se que o nacionalismo espanhol continua crescendo. Na votação levada a cabo em novembro de 2018 no Senado espanhol, tanto o Partido Popular como o Cidadãos - Partido da Cidadania abstiveram-se, evitando condenar os atos de exaltação do Franquismo, gesto repetido do que já haviam feito também no Parlamento da Catalunha em 2013. Em 2019 estes dois partidos protagonizaram algumas alianças políticas com o Vox, o que inaugurou uma aparente normalidade institucional nos pactos com a extrema-direita.

## Partidos políticos

### Atuais, de centro
- União, Progresso e Democracia (2007 - presente)

### Atuais, de direita
- Cidadãos - Partido da Cidadania (2006 - presente)
- Partido Popular (1976 - como Aliança Popular, refundado em 1989)

### Atuais, de extrema-direita
- Vox (2013 - presente)
- Espanha 2000 (2002 - presente)
- Democracia Nacional (1995 - presente)
- Alianza Nacional (2006 - presente)
- Alternativa Española, AES (2003 - presente)
- Partido pela Liberdade (2013 - presente)
- Falange Espanhola das JONS (1976 – presente)
- La Falange (1999 - presente)

### Anteriores à guerra civil espanhola
- Falange Espanhola Tradicionalista e das Juntas de Ofensiva Nacional Sindicalista (1937 - 1977)
- Renovación Española (1933 - 1937)
- Ação Popular (1930 - 1933)
- Falange Espanhola (1933 - 1934)
- Falange Espanhola das Juntas de Ofensiva Nacional Sindicalista (1934 - 1937)